# Obergericht Osterode
Das Obergericht Osterode war ein großes Obergericht im Königreich Hannover. Es hatte seinen Sitz in Osterode am Harz in Niedersachsen.
Nach der Revolution von 1848 wurde im Königreich Hannover die Rechtsprechung von der Verwaltung getrennt und die Patrimonialgerichtsbarkeit abgeschafft.
Zum 1. Oktober 1852 wurden 12 Große und 4 Kleine Obergerichte als Gerichte zweiter Instanz (vergleichbar mit heutigen Landgerichten), darunter das Obergericht Osterode eingerichtet.
Dem Obergericht Osterode waren folgende Amtsgerichte nachgeordnet:
- Amtsgericht Duderstadt
- Amtsgericht Gieboldehausen
- Amtsgericht Herzberg
- Amtsgericht Lindau
- Amtsgericht Westerhof
- Amtsgericht Osterode am Harz
- Amtsgericht Scharzfeld
- Amtsgericht Hohnstein
- Amtsgericht Elbingerode
- Amtsgericht Zellerfeld
- Amtsgericht Clausthal
- Amtsgericht St. Andreasberg[3]

1859 wurde das Obergericht Osterode aufgehoben.